# Борджіа (телесеріал, 2011—2014)
«Борджіа» (англ. Borgia) — франко-германо-італійсько-чеський драматичний телесеріал, творцем якого є Том Фонтана. Серіал розповідає історію піднесення та падіння клану Борджіа.
Телесеріал розроблено Atlantique Productions та EOS Entertainment для французького телеканалу Canal+.
Показ першого сезону терелеріалу відбувся в Італії 10 липня 2011 року на каналі Sky Italia, в Північній Америці — 2 листопада 2011 на каналі Netflix. Другий сезон транслювали у Франції з 18 березня 2013 на телеканалі Canal+, в Північній Америці — з 1 травня 2013 на Netflix. Третій сезон було показано у Франції 15 вересня 2014 на каналі Canal+, у Північній Америці — 1 жовтня 2014 на Netflix. Фінальний епізод телесеріалу транслювали у Франції 27 жовтня 2014 на телеканлі Canal+.
Зйомки відбувались у Чехії та Італії. Хоч створення серіалу приписується чотирьом країнам, однак він, в принципі, є дуже інтернаціональним. Творцем серіалу є американець, режисери родом з різних куточків Європи, актори також з різних країн.